# Garrett Morris
Pour les articles homonymes, voir Morris.
Garrett Morris est un acteur américain né le 1er février 1937 à La Nouvelle-Orléans.
Il est connu pour avoir interprété le rôle de Earl Washington dans la série télévisée 2 Broke Girls.

## Filmographie

### Télévision
- 1984 - 1985 : It's Your Move : Principal Dwight Ellis
- 1988 : Madame est servie : Officier (saison 5 épisode 1)
- 1991 : Rick Hunter (série télévisée) : Sporty James
- 1992 - 1995 : Martin : Stan Winters
- 1994 : Urgences : Edgar (Saison 1 épisode 9)
- 1995 : Black Scorpion (téléfilm) : Argyle
- 1997 : Black Scorpion 2: Aftershock (téléfilm) : Argyle
- 2007 : Amours de vacances (Frank) (téléfilm) : Billy Hamilton
- 2011 - 2017 : 2 Broke Girls : Earl (personnage principal - 138 épisodes)
- 2011 : Shameless : Prêtre
- 2013 : Psych : Enquêteur malgré lui : Clizby (saison 7, épisode 5)
- 2020 : Self Made : Cleophus

### Cinéma
- 1975 : Cooley High de Michael Schultz : Mr. Mason
- 1976 : Car Wash de Michael Schultz : le bookmaker
- 1985 : The Stuff de Larry Cohen : Charlie W. Hobbs, dit « Chocolate Chip »
- 1991 : Motorama : Andy, du garage Andy & Lou's
- 1991 : Les Enfants des ténèbres (Children of the Night) : Matty
- 2007 : Who's Your Caddy? de Don Michael Paul
- 2011 : Let Go de Brian Jett
- 2015 : Ant-Man de Peyton Reed : conducteur de taxi